# Bishopville (Carolina del Sur)
Bishopville es una ciudad situada en el condado de Lee, Carolina del Sur, Estados Unidos. Tiene una población estimada, a mediados de 2023, de 2862 habitantes.
Es la sede del condado.

## Geografía
La localidad está ubicada en las coordenadas 34°13′12″N 80°14′51″O / 34.22000, -80.24750 (34.22007, -80.24737). Según la Oficina del Censo, tiene una superficie total de 6.13 km², de los cuales 6.05 km² corresponden a tierra firme y 0.08 km² están cubiertos de agua.

## Demografía

### Censo de 2020
Según el censo de 2020, en ese momento había 3024 personas residiendo en la localidad. La densidad de población era de 499.83 hab./km².
| Raza                   | Núm. | Porc.  |
| ---------------------- | ---- | ------ |
| Afroamericanos         | 2138 | 70.7%  |
| Blancos                | 761  | 25.2%  |
| Amerindios             | 4    | 0.1%   |
| Asiáticos              | 12   | 0.4%   |
| De otras razas         | 16   | 0.5%   |
| De una mezcla de razas | 93   | 3.1%   |
| Total                  | 3024 | 100.0% |

Del total de la población, el 1.1% eran hispanos o latinos de cualquier raza.

### Estimación 2018-2022
De acuerdo con la estimación 2018-2022 de la Oficina del Censo, los ingresos medios de los hogares de la localidad son de $40,909 y los ingresos medios de las familias son de $43,194. Alrededor del 28.8% de la población está por debajo de la línea de pobreza nacional.